# 259
Het jaar 259 is het 59e jaar in de 3e eeuw volgens de christelijke jaartelling.

## Gebeurtenissen

### Europa
- Saloninus wordt naar Gallië gestuurd om door de regering en militaire bevelhebbers als gouverneur erkend te worden. Hij vestigt zich in Colonia Agrippinensium (Keulen) en wordt bijgestaan door diens voogd Silvanus, prefect van de pretoriaanse garde.
- Marcus Cassianius Latinius Postumus komt in opstand tegen medekeizer Gallienus, hij wordt door de Rijn-legioenen in Augusta Treverorum (Trier) uitgeroepen tot keizer van Rome.
- De Alemannen doorbreken opnieuw de Rijngrens (limes) in Germania Superior. Het gebied van de Agri decumates gaat definitief verloren voor het Romeinse Keizerrijk.

### Klein-Azië
- Koning Shapur I valt Cappadocië (Turkije) binnen, de Perzen veroveren vele dorpen en steden. De Goten plunderen Nicaea, Nicomedia en Trebizonde aan de Zwarte Zee.
- Keizer Valerianus I trekt met een Romeins expeditieleger (70.000 man) naar Edessa om de stad te ontzetten. De legionairs worden echter getroffen door de pokken.

## Religie
- Paus Dionysius (259 - 268) wordt in Rome geïnstalleerd als de 25e paus van de Katholieke Kerk.

## Geboren
- Jin Huidi, Chinees keizer van de Jin Dynastie (overleden 307)

## Overleden
- 21 januari - Augurius, Spaans geestelijke en martelaar
- 21 januari - Fructuosus, Spaans bisschop en martelaar